# 하와이 (2013년 영화)
하와이(Hawaii)는 아르헨티나에서 제작된 마르코 베르거 감독의 2013년 드라마 영화이다. 마테오 치아리노 등이 주연으로 출연하였다.

## 출연

### 주연
- 마테오 치아리노(스페인어판)
- 루즈 팔라존
- 마누엘 마르티네즈 소브라도
- 마누엘 빅뉴